# Hamish Harding
Hamish Harding (Londres, 24 de junho de 1964 – Oceano Atlântico Norte, 18 de junho de 2023) foi um empresário britânico, piloto, explorador e turista espacial. Foi o fundador do Action Group e presidente da Action Aviation, uma empresa internacional de corretagem de aeronaves com sede em Dubai, Emirados Árabes Unidos. Além de empresário, ele foi um aviador renomado por seus feitos históricos, como o recorde mundial de velocidade na volta ao mundo por via aérea cruzando os polos norte e sul. Suas aventuras também incluíram uma viagem espacial suborbital pela Blue Origin e uma descida ao abismo oceânico mais profundo do planeta, a Depressão Challenger na Fossa das Marianas.

## Desaparecimento e morte
Harding foi um dos exploradores no desaparecimento do submersível Titan desde o dia 18 de junho de 2023, quando embarcou em uma expedição submarina ao local do naufrágio do RMS Titanic no Atlântico Norte, porém o submarino perdeu contato com a embarcação de apoio no mesmo dia. Equipes de resgate trabalharam para localizar e recuperar o submarino, mas havia um limite de tempo para a sobrevivência da tripulação e, caso o veículo fosse encontrado intacto, o suprimento de oxigênio iria se esgotar até a tarde de 22 de junho. Após dias de busca, em 22 de junho a Guarda Costeira dos Estados Unidos e a empresa responsável pelo submarino, OceanGate, confirmaram que destroços do submarino foram encontrados próximo ao RMS Titanic e que o submarino havia implodido, todos os passageiros a bordo morreram. 